# Carlos Guerrero (ciclista)
Carlos Guerrero, es un ex-ciclista profesional venezolano.
Participó en la Vuelta al Táchira y otras competencias nacionales.

## Palmarés
1976
- 2º en 1ª etapa Vuelta al Táchira, San Cristóbal  Venezuela

1978
- 1º en 1ª etapa Vuelta al Táchira, San Cristóbal   Venezuela
- 5º en 5ª etapa Vuelta al Táchira, Mérida  Venezuela

1980
- 1º en 1ª etapa Vuelta al Táchira, San Cristóbal  Venezuela

## Equipos
- 1976  Lotería del Táchira